# Theodor Christoph Schüz
Theodor Christoph Schüz (né le 26 mars 1830 à Thumlingen (aujourd'hui Waldachtal-Tumlingen), mort le 17 juin 1900 à Düsseldorf) est un peintre allemand.

## Biographie
Theodor Christoph Schüz est le plus jeune fils de la famille d'un pasteur protestant. Il suit d'abord des études de notaire à Herrenberg. Puis il commence à étudier l'art à Stuttgart, puis en 1856 à Munich. Il est l'élève de Karl von Piloty. En 1866, il s'installe à Düsseldorf, où il meurt en juin 1900.
Son tableau le plus célèbre, Prière du midi durant les récoltes, peint en 1861, montre bien son romantisme tardif et un arrière-plan religieux.